# Anders Sørensen Vedel
Anders Sørensen Vedel, född den 9 november 1542 i Vejle (varav han tog sitt namn Vedel eller Vejle, latiniserat Vellejus), död den 13 februari 1616, var en dansk präst och rikshistoriograf.

## Biografi
Vedel blev student 1561 och följde som hovmästare den unge Tycho Brahe 1562–1565 på en utlandsresa. År 1566 tog han magistergraden i Wittenberg och blev 1568 slottspredikant på Köpenhamns slott hos kung Fredrik II, varifrån han 1580 flyttade till Ribe. Där hade han redan 1573 blivit utnämnd till kanonikus och 1578 erhållit kallelse att efterträda sin svärfar, prelaten Hans Svaning (död 1584), jämte uppdraget att skriva Danmarks historia. 
Redan 1575 hade Vedel utgivit sitt förnämsta arbete, den förträffliga översättningen av Saxo (ny upplaga 1610, omtryckt 1847), ett av den danska litteraturens viktigaste språkmonument. Liknande förtjänst inlade han genom en upplaga (1591) av hundra danska kämpavisor, på uppdrag av drottning Sofia, samt av Adam av Bremens verk om den nordiska kyrkans äldsta historia (på latin efter en i Sorø funnen handskrift, 1579). 
Detta oaktat blev, sedan hans gynnare kanslern Niels Kaas dött, prelaturen fråntagen honom 1594, emedan han, uppskattande arbetets svårigheter, fördjupat sig i förarbeten och ej medhunnit den länge väntade Danmarks historia. På kunglig befallning måste han till och med överlämna alla sina samlingar åt sin 1594 utsedde efterträdare som historiograf, Niels Krag, och blev även samma år förbigången vid biskopsvalet i Ribe. 
En liten intressant skrift är hans avhandling Om den danske historie at beskrive (tryckt av Rasmus Nyerup 1787). En annan samling visor Tragica trycktes först 1657. Det förtjänar också hågkommas, att Vedel i sitt liktal över Fredrik II 1588 vågade öppet förklara, att kungen sannolikt genom dryckenskap påskyndat sin död. Ett minnesmärke till hans ära restes i Ribe 1902.